# Миролюбівське конденсатне родовище
Миролюбівське конденсатне родовище — належить до Співаківського газоносного району Східного нафтогазоносного регіону України. 

## Опис
Розташоване в Лозівському районі Харківської області, за 35 км на північний захід від м. Лозова. В тектонічному відношенні воно знаходиться в північно-східній частині приосьової зони ДДЗ і входить до складу Соснівсько-Біляївського валу. Родовище виснажене і запаси списані.